# جورج أبو سلبي
جورج أبو سلبي هو ممثل صوت لبناني، وهو المدير والمنتج التنفيذي لإستوديو إيمدج برودكشن هاوس.

## فيلموغرافيا

### رسوم متحركة
- باتمان (مسلسل رسوم متحركة 1992) - ألفريد بيني وورث (الدبلجة اللبنانية)
- خلف حائط الحديقة
- سونيك بوم
- عرض لوني تونز (الدبلجة اللبنانية)
- مستر بين
- وقت المغامرة
- "مونكي كيد" - ني زا

### أفلام
- آليس في بلاد العجائب (فيلم 1951) - النجار، بيل السحلية (النسخة العربية الفصحى، غير مدرج)
- البحث عن نيمو - نيغل (النسخة العربية الفصحى)[5]
- دكتور فريز الشرير وباتمان - ألفريد بيني وورث
- جامعة المرعبين[6]
- حكاية لعبة 3 - تشانك (النسخة العربية الفصحى)[7]
- الخارقون (النسخة العربية الفصحى)
- سيارات - سارج، غويدو، بوب كتلس، فريد (النسخة العربية الفصحى)[8]
- سيارات 2 - ديفيد هوبسكب، سارج، غويدو، فلاديمير (النسخة العربية الفصحى)[9]
- شركة الوحوش (النسخة العربية الفصحى)[10]
- طائرات: حرائق وإنقاذ - كابي
- عائلة روبنسون - ويلرستين (النسخة العربية الفصحى)[11]

## وصلات خارجية
- جورج أبو سلبي  على فيسبوك.